# Santa María Ipalapa
Santa María Ipalapa es una localidad del estado mexicano de Oaxaca. Es cabecera del municipio de Santa María Ipalapa.

## Demografía
| Censo | Población |
| ----- | --------- |
| 1900  | 806       |
| 1910  | 1222      |
| 1921  | 546       |
| 1930  | 729       |
| 1940  | 752       |
| 1950  | 1084      |
| 1960  | 1096      |
| 1970  | 420       |
| 1980  | 680       |
| 1990  | 1321      |
| 1995  | 1403      |
| 2000  | 1723      |
| 2005  | 1777      |
| 2010  | 1907      |
| 2020  | 2055      |